# Église Saint-Michel d'Ozillac
L'église Saint-Michel est une église située à Ozillac, dans le département français de la Charente-Maritime en région Nouvelle-Aquitaine.

## Historique
L'église est inscrite au titre des monuments historiques par arrêté du 5 décembre 2000.

## Galerie

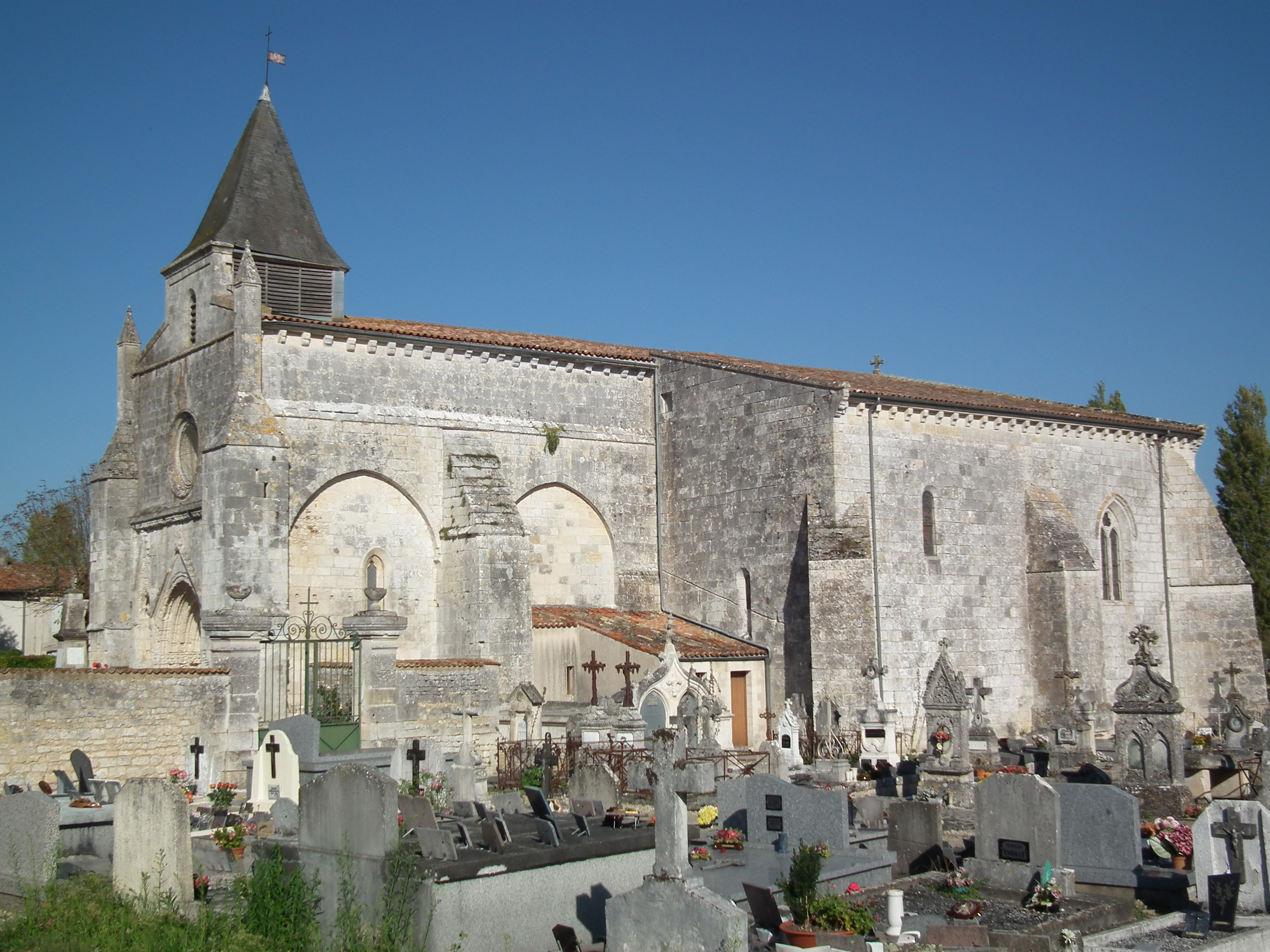